# 813 Бомея
813 Бомея (813 Baumeia) — астероїд головного поясу, відкритий 28 листопада 1915 року.
Тіссеранів параметр щодо Юпітера — 3,639.